# Dracaena scabra
Dracaena scabra är en sparrisväxtart som beskrevs av Jan Justus Bos. Dracaena scabra ingår i släktet dracenor, och familjen sparrisväxter. Inga underarter finns listade i Catalogue of Life.